# 伊岐真利
伊岐 真利（いき さねとし）は、安土桃山時代から江戸時代初期にかけての武将。河野通直の子孫。遠江守叙任。伊岐遠江守流の流祖。妻は春日局の妹。伊岐家は筑前黒田藩で伊岐遠江守流を代々伝えていく。 
大和国柳生谷に住居。織田信長に仕えて1万石を領知、豊臣秀吉に仕えて、小早川秀俊（秀秋）の後見として、文禄4年（1595年）筑前国名島に住居、1万2千石を領知。徳川家康より旗本に仰せつけられ、秀秋が筑前及び筑後（4郡）・肥前（2郡）に復領の際、再び、秀秋の後見として、筑前国名島に住居。1万2千石を領知。慶長5年（1600年）に秀秋が国替えとなった折に、随行して備前国に赴き、備前常山城主となる。兵法剣術槍術、芸の極意を極める。定紋は角切折敷の内三文字。